# Setge de Xàtiva (1707)
El Setge de Xàtiva fou un dels episodis de la Guerra de Successió Espanyola.

## Antecedents
Preveient la mort de Carles II de Castella sense descendència, les principals potències europees van proposar un príncep elector de Baviera, amb el consegüent repartiment de possessions entre aquestes potències. Però aquest mor, i Carles II en el darrer testament abans de morir proposa Felip d'Anjou. Felip entra a Barcelona el 2 d'octubre i les Corts finalment es taquen el 14 de gener de 1702 amb el jurament de les constitucions catalanes pel Rei. Els aliats proposen l'Arxiduc Carles i comencen les hostilitats.
Pres Gibraltar pels britànics, a l'agost del 1705 l'arxiduc embarca a Lisboa en direcció al Mediterrani. S'atura a Altea on és proclamat Rei i la revolta valenciana dels maulets s'estén liderada per Joan Baptista Basset. Mentrestant, i esperonats constantment pel príncep Jordi de Darmstadt, escamots armats barren el pas als borbònics a la plana de Vic i en la Batalla de Montjuïc capturen la fortalesa, que seria fortificada i usada per bombardejar la ciutat de Barcelona, que envoltada de les tropes aliades de Lord Peterborough va capitular el 9 d'octubre de 1705, de manera que el 22 d'octubre entra a Barcelona l'Arxiduc Carles, que el 7 de novembre de 1705 jura les constitucions catalanes, nomenat Carles III. Lord Peterborough avança cap a València i a finals d'any, l'arxiduc ja controla la major part de Catalunya i el Regne de València.
Entretant, els borbons es reorganitzen i el seu exèrcit avança des de Lleida, Girona i pel mar en direcció a Barcelona. Felip V havia perdut els territoris de les Províncies Unides, Milà i el Regne de Nàpols. Tot i això, els filipistes rebien reforços castellans i les tropes comandades pel Duc de Berwick, i forcen a l'exèrcit austriacista a abandonar Madrid i refugiar-se al País Valencià. L'exèrcit aliat es va retirant fustigat per l'exèrcit borbònic, i finalment decideixen plantar cara i formen davant d'Almansa, on són derrotats.
Les tropes borbòniques se separen en dos braços, el del Duc de Berwick avancen pel País Valencià prenent Requena, Bunyol i València sense resistència el 8 de maig, i la de François Bidal d'Asfeld ha de prendre el sud, amb els seus objectius a Xàtiva, Gandia i Alcoi.

## La defensa
Poc després de la batalla d'Almansa, el militar anglés Galway, va passar per Xàtiva amb les seues tropes que fugien de la desfeta. Aleshores Onofre Assio, governador de Governació de Xàtiva, en saber el resultat de la batalla li va demanar ajuda per defensar la ciutat que resultava evident que anava a ser un dels següents objectius borbònics, però Galway li va respondre que no hi havia res a fer, que ell es retirava a Catalunya i el millor era que isquera al pas dels borbònics i els oferira sense resistència la ciutat. Assio estava resolt a fer-ho, però la notícia es va escampar per la ciutat i va provocar gran malestar. Així que els Jurats, escrigueren al virrei de València, el Comte de Corzana, manifestant-li les intencions d'Onofre en contra de la voluntat popular. Aleshores Corzana destituí a Onofre i nomena l'aragonès Miguel Purroi. Aquest arribà a la ciutat al voltant del 30 d'abril i fou rebut amb gran alegria per part de la població. Purroi feu un discurs públic animant a la defensa de la ciutat i comprometent-se a la defensa fins a les últimes conseqüències. Purroi manà reforçar les defenses, construir barricades i obstruir tots els carrers. Es feren forats xicotets en molts edificis, per poder disparar des d'allà. Miñana diu que Purroi mobilitzà, fins i tot, als frares dels convents per treballar en les defenses i donant-los armes perquè participaren en la defensa. Tots els proborbònics, foren empresonats en el castell.

## Els defensors
Com ja s'ha dit, entre els defensors hi havia civils, inclosos fins i tot, religiosos. No obstant això, cal tindre present, a més, que Xàtiva, era la capital de la Governació dellà de Xúquer de manera que tenia les seues pròpies milícies que ja havien participat en el setge de 1706. Aquestes milícies estaven formades no sols pels habitants de la població, sinó pels habitants de la governació. Així, a través dels cronistes borbònics, sabem que entre els defensors hi havia gent de La Marina, Oliva i Cocentaina, però segurament de molts altres llocs. Miguel Purroi a més, recluta homes entre els que es retiraven d'Almansa i, finalment, a la defensa de Xàtiva s'uní el capità valencià Josep Marco amb uns 400 micalets valencians i catalans.

## El setge

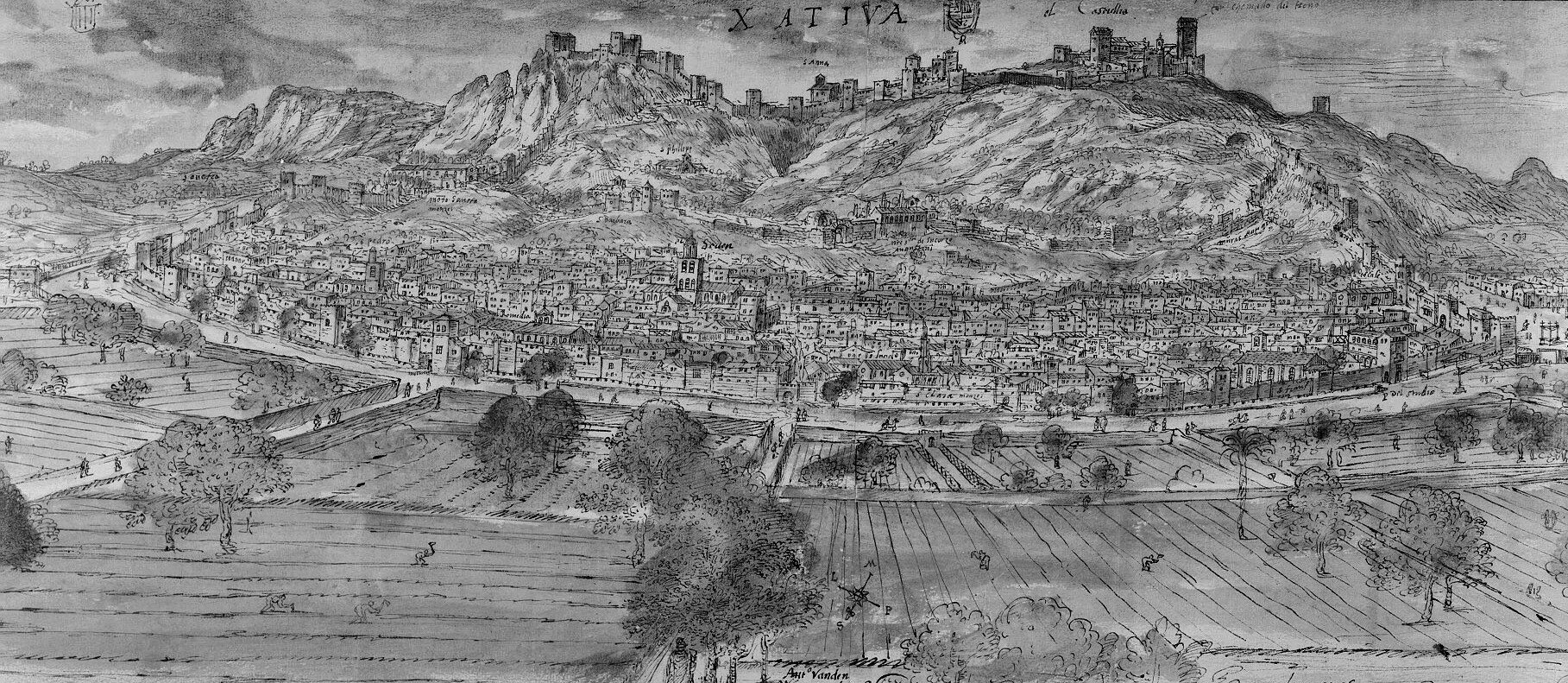
La ciutat de Xàtiva i les seues fortificacions el 1563.

S'ha discutit quan va començar exactament el setge. Un dels testimonis més fiables, però, per ser un dels més antics i a més borbònic, Josep Manuel Miñana, diu clarament en el seu llibre De bello rustico Valentino (La guerra dels llauradors valenciana, L'Haia, 1752), que el setge va començar el 3 de maig, data raonable tenint en compte que aleshores havia passat una setmana de la batalla d'Almansa i Xàtiva està sols a 50 km d'aquesta població castellana. Segons Miñana, D'Asfeld va comminar en diverses ocasions a la rendició a la població i les tropes que defensaven la ciutat.
En vista de la reiterada negativa, D'Asfeld es va vore obligat a instal·lar allí el seu campament en la zona del Raval i del barri de Les Barreres que quedaven extramurs. Va ordenar cavar foses i crear montons de terra en la zona davant de la muralla de ponent que serviren com a parapet. Allí col·loca l'artilleria que portava i començà el bombardeig, però vegent que aquesta era insuficient, no va tindre més remei que enviar una expedició a Villena perquè portaren canons de major calibre. Mentre això ocurria, va ordenar l'atac del Calvari Alt de Xàtiva, ja que aquest es trobava extramurs en una tossal molt proper a la ciutat per la part de llevant i des d'allí era fàcil bombardejar aquesta i el seu castell. Però el saragossà Miguel Purroi ja havia previst aquesta possibilitat i havia apostat allí, en l'ermita que coronava el calvari, una guarnició. L'atac comandat pel jove Joan Martorell, un valencià borbònic, s'inicià a l'empara de la nit, però la majoria de l'expedició, 17 homes i el mateix Martorell, moriren en l'intent. Aquest atac es va repetir l'endemà i els borbònics, tot i patir més baixes, arribaren fins a l'ermita intentant incendiar les portes d'aquesta amb petroli, però davant la intensa "pluja de bales" (segons Miñana) que queia sobre ells, es retiraren de nou sense aconseguir el seu objectiu. Finalment arribaren el canons de Villena i comença el bombardeig amb major força sobre les muralles de ponent, en la zona de l'actual Plaça la Bassa. Aquestos disparaven granades amb pedra i pólvora i gràcies a això aconseguiren foradar la muralla.

## L'assalt de la ciutat

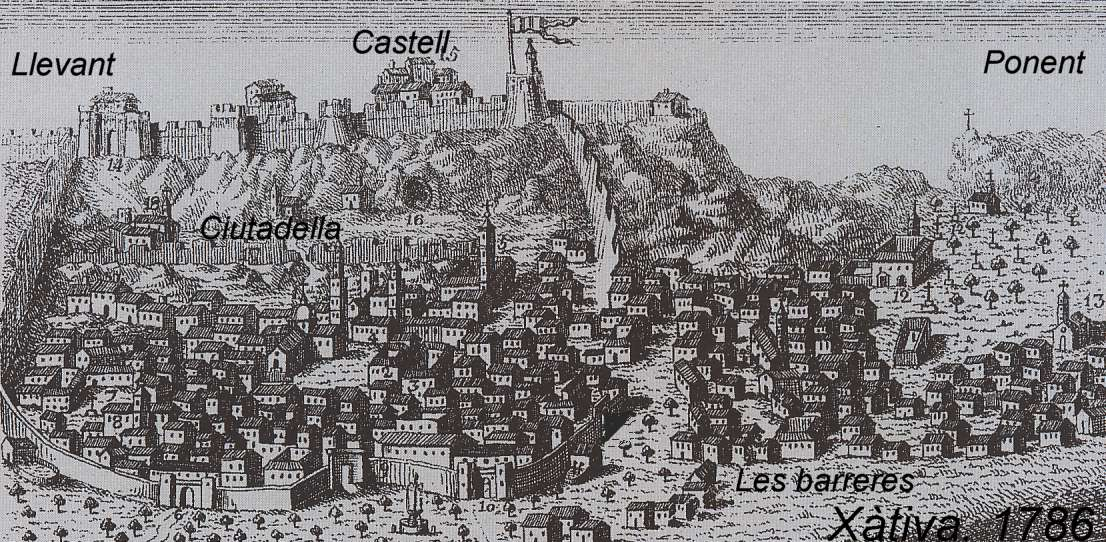
Algunes indicacions sobre un esquemàtic gravat de Palomino del 1786. Observe's que la Torre de Monfort o dels banys, així com gran part de la muralla de ponent han desaparegut com a resultat del bombardeig de D'Asfeld

Tot i la bretxa oberta en la muralla, els borbònics s'hi trobaren amb la segona defensa que havien construït els xativins amb un nou mur i un altre fossat darrere de la muralla. Llavors François Bidal d'Asfeld ordenà canonejar l'emmerlat per obligar els defensors a abandonar la primera muralla. Una vegada ho va aconseguir, envià homes arrossegant-se entre les ruïnes de la muralla perquè observaren les posicions xativines i dirigir des d'allí els canons. Així aconseguí batre amb foc els seus enemics per fer-los retirar-se per tenir pas franc per la bretxa.
Tot i això, la resistència continuava sent tan forta que D'Asfeld es veié obligat a iniciar l'assalt amb els canons al davant, per anar obrint el pas i derribant la nova murada i totes les barricades que a la ciutat hi havien construït els xativins i combatents austriacistes. Els borbònics es colaren llavors pel boquet obert en la muralla rebent gran quantitat de foc. En aquest punt de la confrontació la quantitat de morts degué ser molt gran, ja que segons Miñana, les tropes francocastellanes, per tal d'introduir l'artilleria en la ciutat, cobriren el fossat utilitzant ruïnes i cadàvers.
Una vegada dins i en vista de la sangria, D'Asfeld va enviar de nou emissaris per pactar una rendició, però altra vegada va obtindre un no per resposta. Llavors, prou irritat per la resistència dels xativins, va dividir les tropes borbòniques en dues columnes, les quals avançaren per la ciutat amb els canons al davant per bombardejar a la resistència que trobaren dins. La primera columna la que dirigia el mateix D'Asfeld, avançà des de la muralla de ponent fins a arribar a Santa Tecla i Sant Agustí i la segona columna, comandada per José Antonio de Chaves pel carrer de Sant Francesc. L'objectiu de les tropes espanyoles de Chaves era tancar-li el pas als defensors que es trobaven en els convents de Sant Francesc. Els de Sant Francesc, veient la maniobra es retiraren a la ciutadella. La columna francesa, per altra banda, es troba amb forta resistència a Santa Tecla per la qual cosa començà a canonejar el convent. Mentrestant, la part dels defensors de la muralla de ponent s'havien retirat al convent de Sant Agustí i d'allí a la ciutadella. Aleshores, una part del francesos avançaren fins Sant Agustí on s'havien refugiat 10 religiosos i 62 dones i xiquets. Els religiosos, que sembla que eren borbònics, eixiren a donar-li la benvinguda als borbònics, però en aquell moment els austriacistes obriren foc des de la ciutadella i causaren moltes baixes als francesos. Aquestos mataren llavors als religiosos i entraren a temple assassinant a tots els que hi estaven. De mentre, els francesos havien obert una bretxa en Santa Tecla, de forma que els defensors es retiraren també a la ciutadella. Per la seua banda, la columna castellana de Chaves es troba amb resistència també a Sant Miquel on les milícies d'Oliva es feren forts. Però dominat finalment tota la ciutat, D'Asfeld va posar setge a la ciutadella

## La ciutadella
La Ciutadella es corresponia amb l'antiga muralla de la ciutat i es trobava en el paratge anomenat hui Bellveret. Allí, s'hi trobaven els defensors, però també gran part del poble. Purroi va ordenar obstruir les portes d'entrada. En trobar-se aquesta defensa en una situació molt més elevada que la ciutat, no era fàcil d'atacar, de manera que D'Asfeld es va limitar a posar-li setge mentre les seues tropes saquejaven la ciutat i anaven assassinant part dels que trobaven davant la impotència dels assetjats. Allí passaren dos o tres dies els assetjats, però com que no hi havia prou menjar i calia dormir al ras, es començà a demanar la rendició. Purroi, en principi s'hi va oposar i va amenaçar de penjar als partidaris de rendir-se, però finalment, al voltant del 24 de maig veient la impossibilitat de resistir, va pactar amb D'Asfeld una capitulació per als habitants de la ciutat.
Llavors les milícies de Xàtiva, i els micalets valencians i catalans que comandava Josep Marco junt amb alguns nobles, comandaments de la ciutat i Miguel Purroi es retiraren al castell junt amb la guarnició anglesa. De mentre, els habitants, creient en la bona fe dels atacants, tornaren a les seus cases amb les seues pertinences més valuoses que s'havien dut amb si. Però els soldats li les arravataren per la força i segons els testimonis mataren a molta gent.

## El Castell

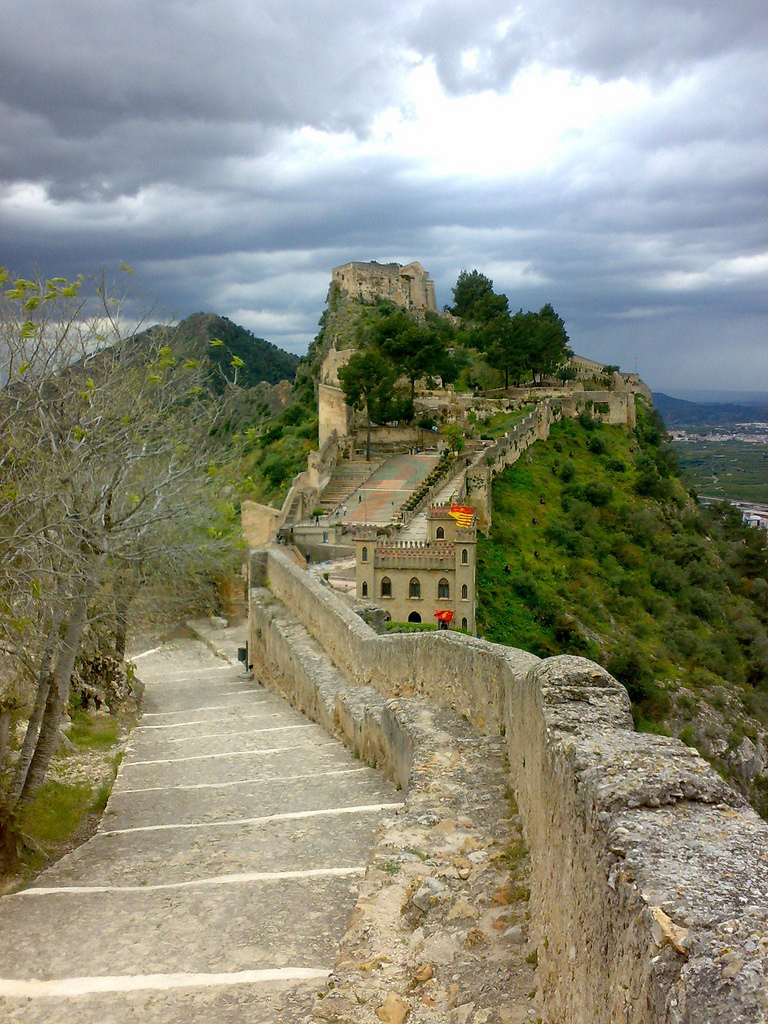
Castell de Xàtiva.

En retirar-se els defensors a la ciutadella, D'Asfeld va tindre via lliure per ocupar el puig on estava el Calvari Alt. Aleshores, com que el castell, pel seu caràcter elevat era de molt difícil accés, D'Asfeld ordenà un bombardeig intens des d'aquesta posició. Aquest bombardeig durà uns dos o tres dies, que segons Miñana coincidiren amb els que els maulets lluitaven a la ciutadella. Sembla, però, que el castell si disposava d'artilleria, a diferència de les muralles de la ciutat i que responien al bombardeig. Però els canons de 24 que portaven els francesos estaven ocasionant moltes destrosses, de manera que després d'eixos dos o tres dies de bombardeig intens, els anglesos demanaren una treva de 22 dies que D'Asfeld accepta. En realitat, els defensors estaven esperant reforços però en vista que aquestos no arribaven, el 6 de juny es va pactar una capitulació, consistent a acceptar l'eixida dels anglesos, Purroi i alguns dels dirigents maulets cap a Catalunya.

## La rendició i evacuació
La rendició es va produir per tant el 6 de juny. D'Asfeld acceptà la capitulació que li proposaven, però Josep Marco, els seus miquelets i uns 200 xativins ja havien eludit el setge la nit abans per la solana del castell (la zona de Bixquert, oposada a la ciutat). Per altra banda, junt amb el Consell de la ciutat i alguns nobles, altres maulets eixiren disfressats de soldats anglesos, tot i que, possiblement per delacions, alguns foren reconeguts i detinguts pels francesos quan es produïa l'eixida de la columna anglesa.

## Càstig exemplar
Malgrat el que havia dit inicialment, D'Asfeld va ordenar "pasar a cuchillo" a tots els que havien participat en la defensa de la ciutat. Segons James Fitz-James Stuart en una carta: "Mai no s'ha vist una obstinació com la de Xàtiva, he ordenat a Asfeld que la destruïsca tota sencera, perquè servisca d'exemple i que tots els seus habitants siguen conduïts a La Manxa. I en efecte, després d'alguns dies de purgues i saqueig, D'Asfeld va reunir a la població a la ciutadella, on es va llegir una llista d'unes 55 persones que per ser partidàries borbòniques va ser perdonades, mentre la resta de la població va ser deportada a Castella, deportació durant la qual va morir molta més gent. Poc després, ja fora D'Asfeld, va arribar l'ordre de cremar la ciutat a la que Felip V havia donat el vistiplau després dels informes de Berwick i D'Asfeld. Aquesta ordre va ser executada pel brigadier Chaves. Finalment, Felip V va ordenar canviar el nom de la ciutat pel de San Felipe o Nueva Colonia de San Felipe. Per aquestos motius es conserva el quadre de Felip V cap per avall al Museu de l'Almodí de Xàtiva.
La columna de l'exèrcit borbònic comandada per François Bidal d'Asfeld, després de prendre Xàtiva, es va dirigir a Gandia i Alcoi.
A més de Xàtiva, altres ciutats que oposaren resistència als filipistes foren cremades també posteriorment: Vila-real, Ares del Maestrat i Lleida.